# Thereva albohirta
Thereva albohirta är en tvåvingeart som beskrevs av Krober 1912. Thereva albohirta ingår i släktet Thereva och familjen stilettflugor. Inga underarter finns listade i Catalogue of Life.